# Isola di Champ
L'isola di Champ (in russo Остров Чамп, ostrov Čamp) è un'isola russa nell'Oceano Artico che fa parte della Terra di Zichy nell'arcipelago della Terra di Francesco Giuseppe.

## Geografia
L'isola di Champ è la più meridionale del gruppo delle isole di Zichy, ha una superficie di 374 km² e la sua altitudine massima è di 507 m. L'isola, che ha una vasta area priva di ghiacci nella parte sud-occidentale, è separata da stretti canali dall'isola di Luigi (a nord) e dall'isola di Salisbury (a nord-est). Il largo canale di Markham (Пролив маркама, proliv Markama), a sud-ovest, ha preso il nome dell'ammiraglio britannico ed esploratore polare sir Albert Hastings Markham.
Le estremità dell'isola sono: capo Goristyj (in italiano: capo "montuoso") e capo Čkalov a ovest; capo Fiume a sud; capo Trieste a sud-est.
L'isola è famosa per i suoi grossi massi sferici sparsi lungo la costa dell'isola che sono diventati un richiamo turistico. L'esatta origine delle pietre è sconosciuta.

## Storia
L'isola è stata così chiamata in onore di William S. Champ, rappresentante del defunto William Ziegler e capo delle operazioni di soccorso alla ricerca di Anthony Fiala della spedizione polare Fiala-Ziegler (1903-1905).
Nell'agosto 2006, a capo Trieste, punto orientale dell'isola di Champ, è stato trovato un pezzo di sci che risale all'epoca delle esplorazioni americane nell'arcipelago (1898-1905).